# Brothers in the Saddle
Brothers in the Saddle è un film del 1949 diretto da Lesley Selander.
È un western statunitense con Tim Holt, Richard Martin e Steve Brodie.

## Produzione
Il film, diretto da Lesley Selander su una sceneggiatura di Norman Houston, fu prodotto da Herman Schlom per la RKO Radio Pictures e girato nel Jack Garner Ranch (San Bernardino National Forest) e nell'RKO Encino Ranch a Encino, Los Angeles, California, da metà giugno a fine giugno 1948.

## Distribuzione
Il film fu distribuito negli Stati Uniti dall'8 febbraio 1949 al cinema dalla RKO Radio Pictures. È stato distribuito anche in Brasile con il titolo Irmãos na Sela.